# باشگاه فوتبال یاگلونیا بیاویستوک
باشگاه فوتبال یاگلونیا بیاویستوک  (به لهستانی: Jagiellonia Białystok) باشگاه فوتبال لهستانی است که در شهر بیاویستوک قرار دارد و هم‌اکنون در لیگ برتر فوتبال لهستان حضور دارد.
این باشگاه در سال ۱۹۲۰ تأسیس شده‌است.

## افتخارات
- لیگ برتر فوتبال لهستان:
  - جایگاه چهارم (۱): ۲۰۱۱
- لیگ دسته دوم فوتبال لهستان:
  - قهرمان (۱): ۱۹۸۷
- سوپر جام فوتبال لهستان:
  - قهرمان (۱):
    - ۲۰۱۰ – یاگلونیا ۱:۰ لخ پوزنان
- جام حذفی فوتبال لهستان:
  - قهرمان (۱):
    - ۲۰۱۰ – یاگلونیا ۰:۱ پوگون شژشین

  - فینالیست (۱):
    - ۱۹۸۹ – یاگلونیا ۵:۲ لگیا ورشو